# Trigonidium erythrocephalum
Trigonidium erythrocephalum är en insektsart som först beskrevs av Walker, F. 1869.  Trigonidium erythrocephalum ingår i släktet Trigonidium och familjen syrsor. Inga underarter finns listade i Catalogue of Life.